# Roba interior

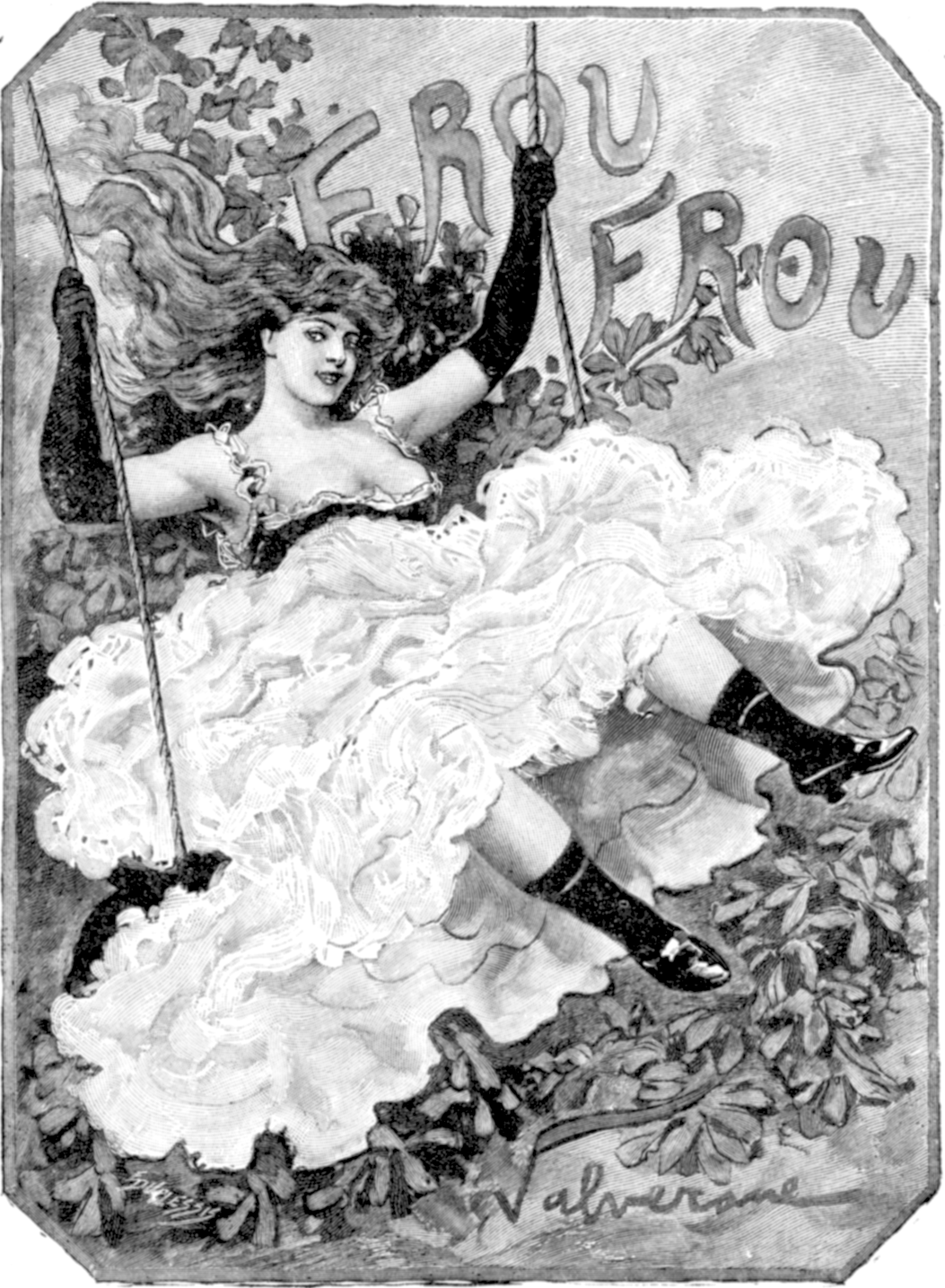
Frou Frou 1900 (enagos emmidonats... acompanyats de guants de nit)

La roba interior, també anomenada roba íntima, és la que es duu immediatament sobre la pell i que no acostuma d'estar a la vista --almenys completament-- quan una persona està vestida, perquè es considera part integrant de la intimitat de la persona. El català roba interior equival a l'anglès underwear; esp. ropa interior; fr. sous-vêtements; it. biancheria intima; port. roupa interior o (sobretot al Brasil) roupa íntima; etc., etc.
Existeixen tres grans branques dins la roba interior: llenceria, cotilleria i calceteria.
El principal motiu d'ús de roba interior és la higiene, encara que també s'utilitza per comoditat o per estar més abrigat. Sovint la roba interior acostuma a tenir una càrrega eròtica associada amb la coqueteria o amb la sexualitat en general.
Hi ha peces de vestir que s'utilitzen específicament com a roba interior i d'altres que poden tenir un ús alternatiu, com les samarretes. En tot cas, la diferència entre roba interior i exterior depèn de qüestions culturals, socials, climàtiques i fins i tot legals.

## Història
El tapall és la forma més senzilla de roba interior; probablement va ser la primera roba interior que va portar l'ésser humà, se n'han trobat fets de cuir que es remunten a 7.000 anys. Als climes més càlids, el tapall era sovint l'única roba que es feia servir (efectivament la convertia en una peça exterior més que en una roba interior), com sens dubte era el seu origen, però a les regions més fredes, el llom sovint formava la base de la roba d'una persona i estava cobert per altres peces de vestir. A la majoria de civilitzacions antigues, aquesta era l'única roba interior disponible.

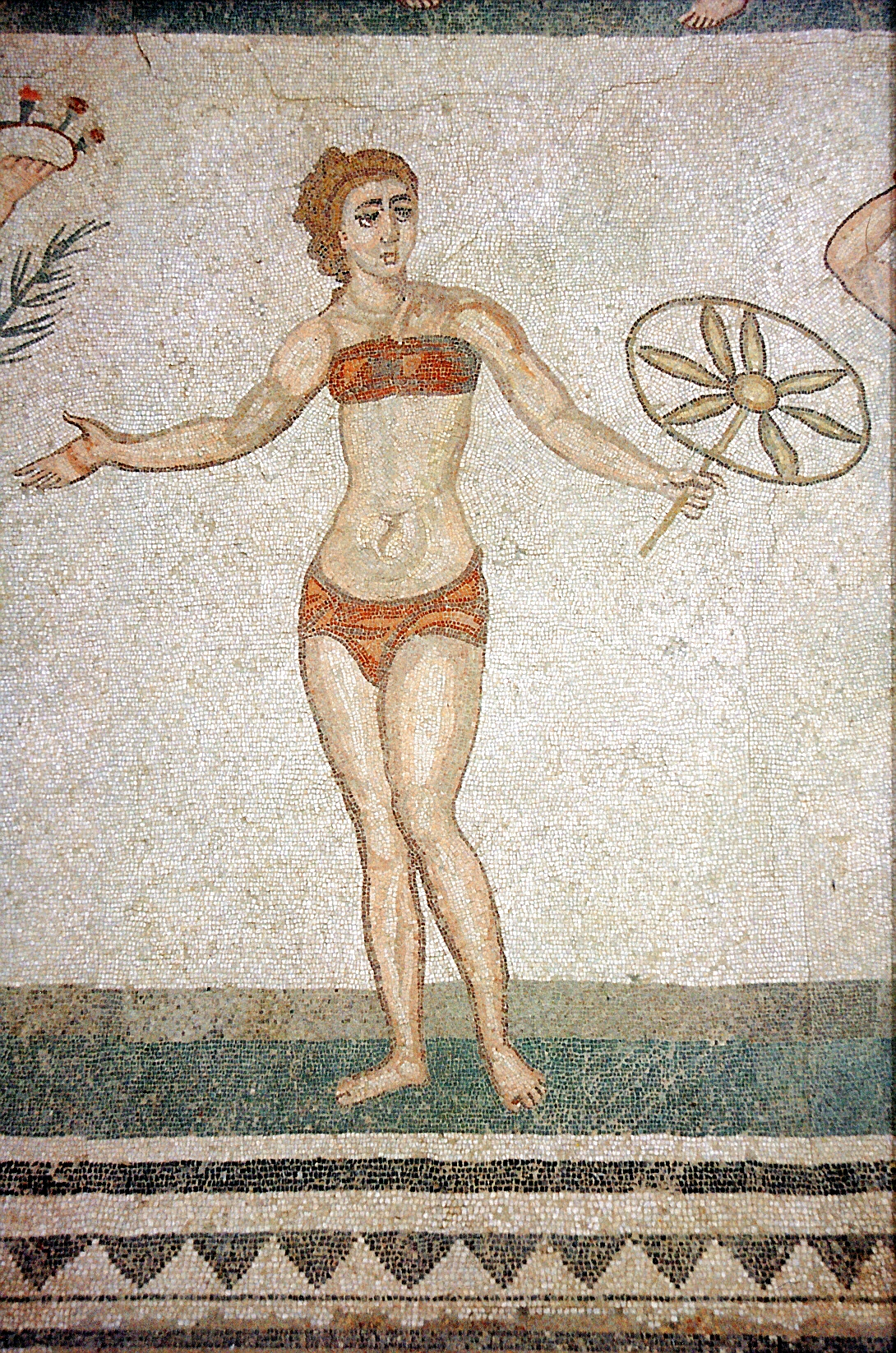
Un mosaic de la Piazza Armerina a Sicília que mostra una dona que porta un strophium (tela de pit) i un subligaculum

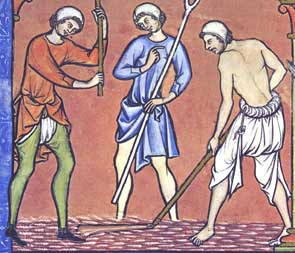
Braies medievals

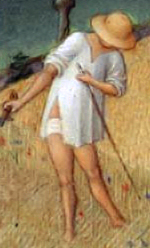
Un tapall el 1412 Les molt riques hores del Duc de Berry

Un tapall pot adoptar tres formes principals. El primer, i més senzill, és simplement una llarga tira de material que es passa entre les cames i després al voltant de la cintura. L'antic malo hawaià era d'aquesta forma, igual que diversos estils del fundoshi japonès. Una altra forma sol anomenar-se cache-sexe: un triangle de tela està proveït de cordes o llaços, que s'utilitzen per subjectar el triangle entre les cames i sobre els genitals. El rei egipci Tutankamon (1341 aC – 1323 aC) va ser trobat enterrat amb nombrosos taps de lli d'aquest estil. Una forma alternativa és més semblant a una faldilla: s'embolica un drap al voltant dels malucs diverses vegades i després es subjecta amb una faixa.
Es diu que els homes portaven roba interior a l'antiga Grècia i Roma, encara que no és clar si les dones gregues portaven roba interior. Hi ha algunes especulacions que només els esclaus portaven topalls i que els ciutadans no portaven roba interior sota els quitons. Els mosaics de l'època romana indiquen que les dones (principalment en un context atlètic, no portaven res més) de vegades portaven estròfies (draps de pit) o sostenidors fets de pell suau, juntament amb subligaculum que eren en forma de pantalons curts o lloms. Els homes també portaven subligaculum.
El teixit utilitzat per als tapisseries pot haver estat llana, lli o una barreja dels dos. Només les classes altes es podien permetre la seda importada.
La gent d'arreu del món segueix utilitzant el topall; és la forma tradicional de roba interior a moltes societats asiàtiques, per exemple. En diverses cultures, principalment tropicals, el vestit tradicional masculí encara pot consistir en una sola peça per sota de la cintura o fins i tot no portar-ne cap, amb roba interior opcional, com ara el dhoti i el lungi indis o el kilt escocès.

### Edat Mitjana i Renaixement
A l'Edat Mitjana, la roba interior masculina occidental esdevingué més fluixa. El topall va ser substituït per roba solta, semblant a uns pantalons, anomenats calces, que el portador es posava i després es cordava o lligava al voltant de la cintura i les cames aproximadament a la meitat del panxell. Els homes més rics sovint també portaven chausses, que només cobrien les cames. Les calces (o més aviat braccae) eren un tipus de pantalons usats per les tribus celtes i germàniques a l'antiguitat i pels europeus posteriorment a l'edat mitjana.

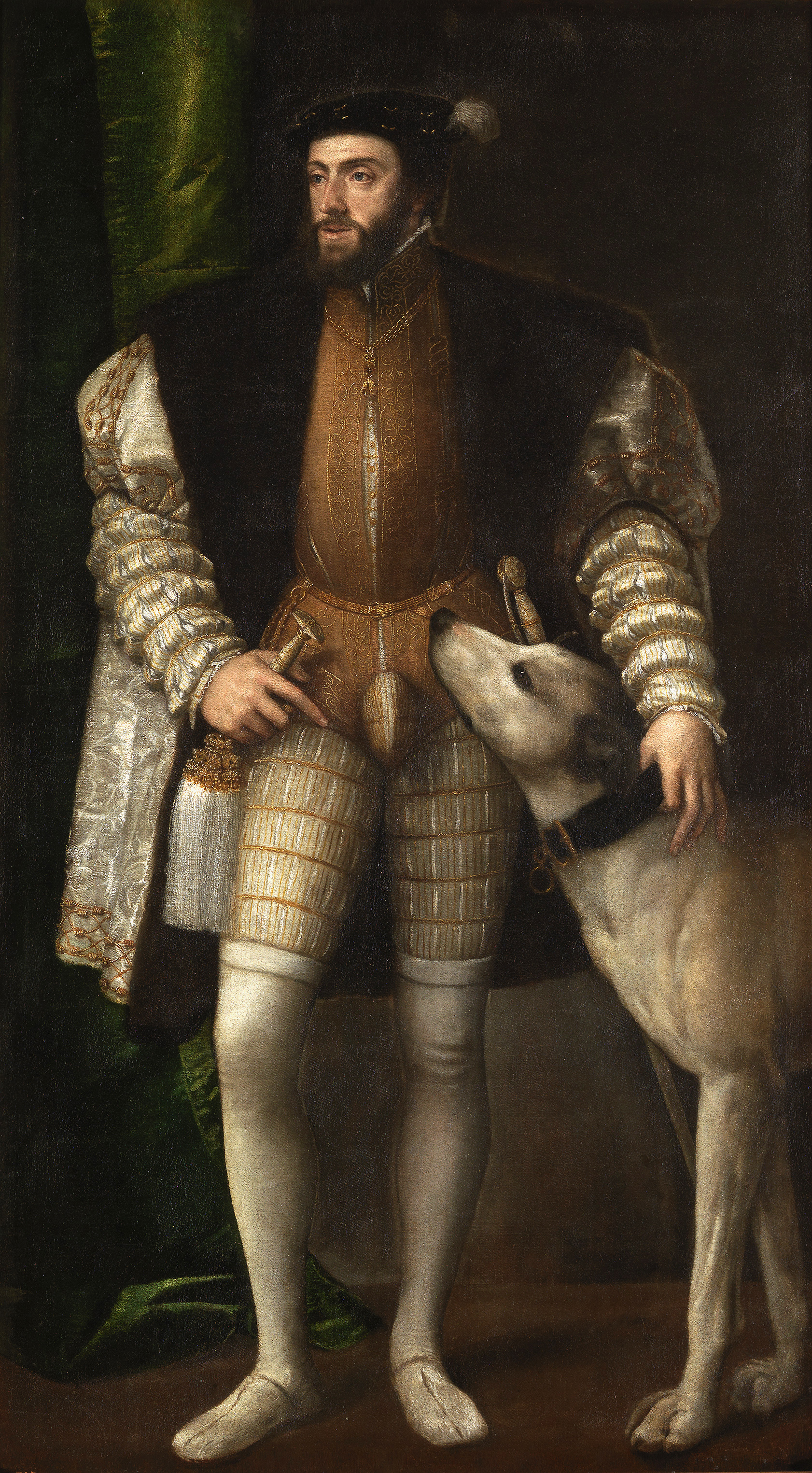
Un retrat de Ticià de 1532–1533 de l'emperador del Sacre Germànic, Carles V, amb bragueta d'armar.

A l'època del Renaixement, les calces s'havien fet més curtes per adaptar-se a estils més llargs de chausses, que també estaven donant pas a la calça ajustada, que cobria les cames i els peus.
Les calces generalment estaven equipades amb una solapa frontal que estava botonada o tancada. Aquest bragueta d'armar permetia als homes orinar sense haver de treure les calces completament. Les braguetes d'armar també es feien servir amb mànega quan estaven de moda els gipons, peces lligades al davant i que es portaven sota una altra roba. Enric VIII d'Anglaterra va començar a encoixinar la seva bragueta d'armar, cosa que va provocar una tendència en espiral amb braguetes cada cop més grans que només va acabar a finals del segle XVI. S'ha especulat que el rei podria haver tingut la sífilis de transmissió sexual, i la seva gran bragueta podria haver inclòs un embenat sucat amb medicaments per alleujar-ne els símptomes. Enric VIII també volia un fill sa i potser hauria pensat que projectar-se d'aquesta manera representaria la fertilitat. Les braguetes d'armar de vegades s'utilitzaven com a butxaca per contenir objectes petits.

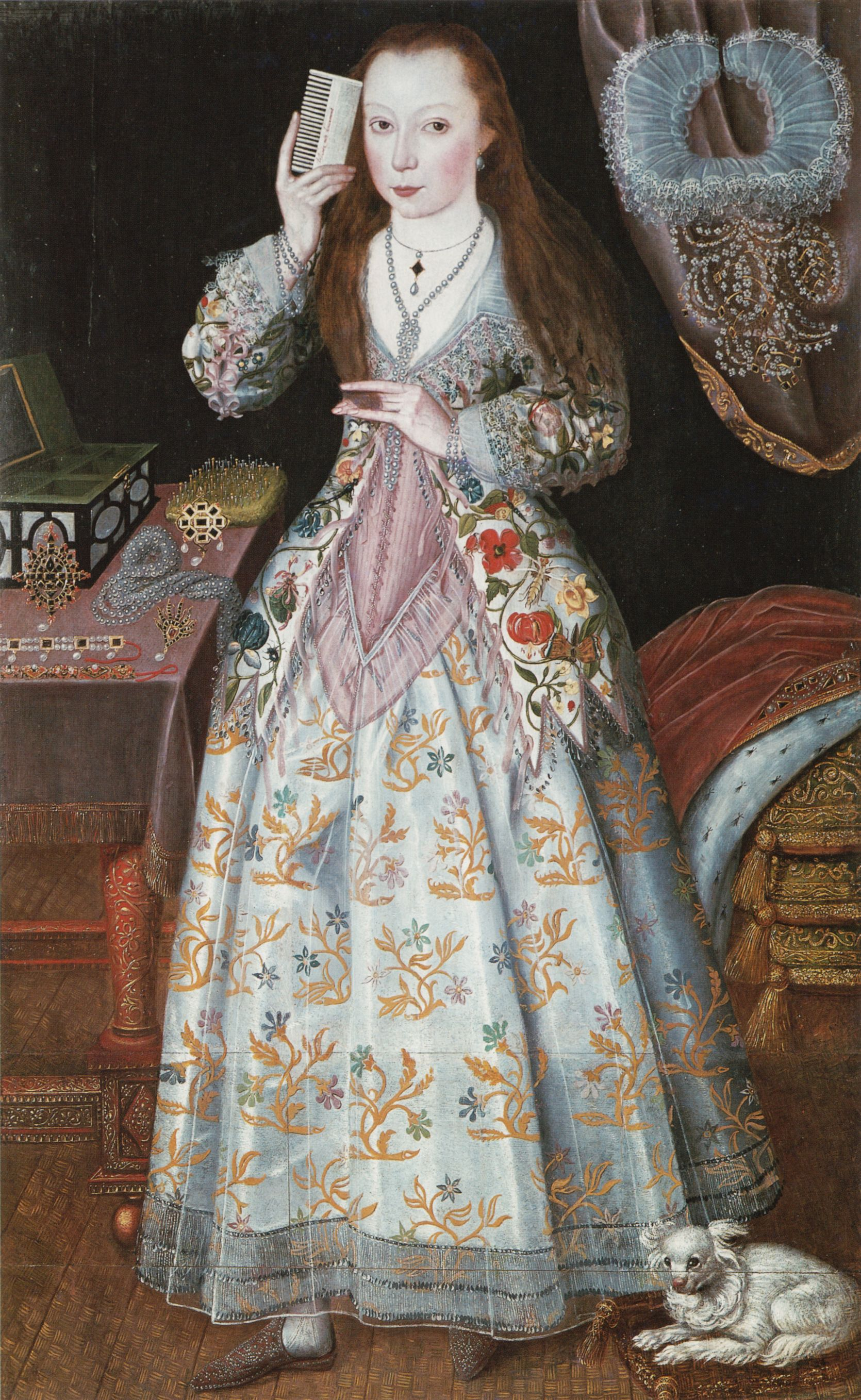
Una dama al seu tocador privat; amb una jaqueta brodada informal sobre la seva cotilla rosa rosa o un simple cosset i un enago decorat, c. 1600

A la part superior del cos, tant els homes com les dones medievals portaven habitualment una peça semblant a una camisa ajustada anomenada chemise a França, precursor de la camisa moderna, que es ficava sota la seva roba exterior. Les dones portaven una chemise sota els seus vestits o bates, de vegades amb enagos per sobre de la camisa. Els enagos elaborats encoixinats es podien mostrar amb un vestit tallat, en aquest cas servien com a faldilla en lloc de roba interior. Durant el segle XVI, el farthingale era popular a l'oest d'Europa. Es tractava d'un enago endurit amb canyes o varetes de salze de manera que destacava del cos d'una dona com un con que s'estén des de la cintura.
En aquesta època també es van començar a fer servir cotilles. En un principi s'anomenaven parells de cossos, que fa referència a un cosset decoratiu endurit que es portava a sobre d'un altre cosset endurit amb cabrera, canyes, balena o altres materials. No eren les cotilles corbes i de cintura petita familiars de l'època victoriana, sinó unes estades rectes que aplanaven el bust.

### Il·lustració i època industrial
La invenció de les màquines spinning Jenny i la desmotadora de cotó a la segona meitat del segle XVIII van fer que els teixits de cotó fossin àmpliament disponibles. Això va permetre a les fàbriques produir roba interior en massa i, per primera vegada, un gran nombre de persones van començar a comprar roba interior a les botigues en lloc de fer-les a casa.
Les cotilles de les dones del segle XVIII, anomenades "estades" s'enllaçaven darrere i tiraven les espatlles cap enrere per formar un pit alt i rodó i una postura erecta. Les estades de colors eren populars. Amb els estils rurals relaxats de finals de segle, les estades es van fer més curtes i es van desossar o es van menys ossades, i ara s'anomenaven cotilles. A mesura que la cintura ajustada es va posar de moda a la dècada de 1820, la cotilla es va tornar a desossar i es cordava per formar la figura. A la dècada de 1860, una cintura petita ("de vespa") va començar a ser vista com un símbol de bellesa, i les cotilles es van endurir amb os de balena o acer per aconseguir-ho. Si bé el "corset ajustat" de les cotilles no era una pràctica habitual excepte entre una minoria de dones, cosa que de vegades feia que una dona necessités retirar-se a la sala de desmais, l'ús principal d'una cotilla era crear una línia llisa per a les peces per aconseguir la forma de moda del moment, utilitzant la il·lusió òptica creada per la cotilla i les peces juntes per aconseguir l'aspecte d'una cintura més petita. A la dècada de 1880, el moviment de reforma del vestit estava fent campanya contra el dolor i el danys als òrgans interns i als ossos que el moviment afirmava que causaven els cordons ajustats. Inès Gaches-Sarraute va inventar la "cotilla de salut", amb un tancament de front recte fet per ajudar a mantenir els músculs del portador.
La cotilla normalment es portava sobre una camisa fina de lli o cotó o mussolina. Els estils de faldilla es van fer més curts i els calaixos llargs anomenats pantalettes o pantalons van mantenir les cames cobertes. Les pantalettes es van originar a França a principis del segle XIX i ràpidament es van estendre a Gran Bretanya i Amèrica. Els pantalons eren una forma de polaines o calaixos llargs. Poden ser peces d'una sola peça o dues peces separades, una per a cada cama, subjectes a la cintura amb botons o cordons. L'entrecuix es va deixar obert per motius d'higiene.

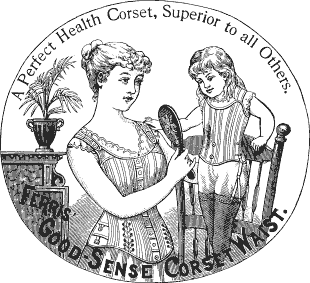
"Corsets de salut" el 1883

Una altra roba interior comuna de finals del segle XIX per a homes, dones i nens era el vestit d'unió. Inventada a Utica, Nova York i patentada el 1868, es tractava d'una única peça amb botons frontals feta generalment de material de punt amb mànigues que s'estenien fins als canells i les cames fins als turmells. Tenia una solapa amb botons a la part posterior per facilitar les visites al lavabo. El vestit d'unió va ser el precursor dels pantalons llargs de roba interior, una peça de dues peces que consistia en una part superior de màniga llarga i uns pantalons llargs que possiblement portaven el nom del boxejador nord-americà John L. Sullivan que portava una peça similar al ring.
El suspensori va ser inventat l'any 1874 per CF Bennett d'una empresa d'articles esportius de Chicago, Sharp & Smith, per proporcionar comoditat i suport als ciclistes que passejaven pels carrers empedrats de Boston, Massachusetts. El 1897, la recentment creada Bike Web Company de Bennett va patentar i va començar a produir en massa la corretja de ciclista.

### 1900 a 1920

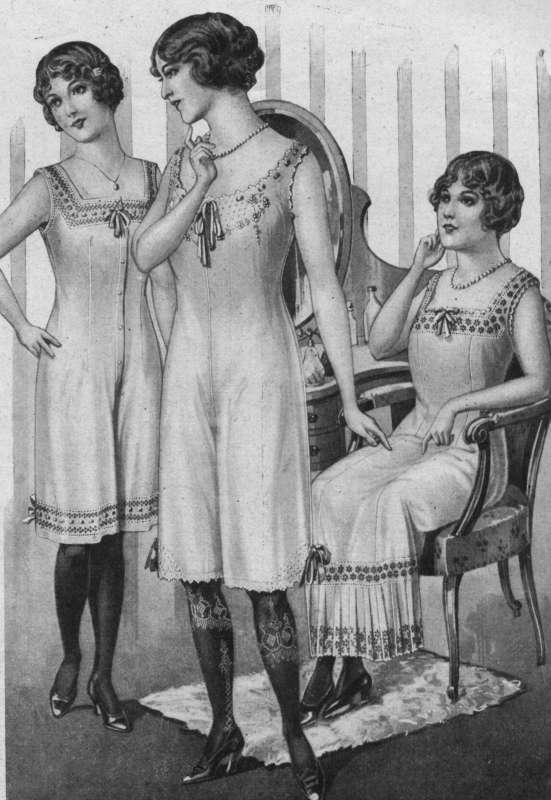
Anunci de roba interior de dona, 1913

A principis del segle xx, la indústria de la roba interior produïda en massa estava en auge i la competència va obligar els productors a crear tot tipus de dissenys innovadors i enginyosos per competir. L'empresa Hanes va sorgir d'aquest auge i es va consolidar ràpidament com un dels principals fabricants de vestits sindicals, que van ser habituals fins a la dècada de 1930. La tecnologia tèxtil va continuar millorant, i el temps per fer un sol vestit sindical va baixar de dies a minuts.
Mentrestant, els dissenyadors de roba interior femenina van relaxar la cotilla. La invenció de nous materials flexibles però de suport va permetre eliminar els ossos de balena i d'acer. El cosset d'emancipació o de llibertat oferia una alternativa a les cotilles de constricció i, a Austràlia i el Regne Unit, el cosset de llibertat es va convertir en un element estàndard tant per a les noies com per a les dones.
També es va continuar desenvolupant la roba interior masculina. Benjamin Joseph Clark, un migrant a Louisiana des de Nova Jersey, va obrir una empresa de capital de risc anomenada Bossier a la parròquia de Bossier. Un producte fabricat per la seva empresa era uns calçotets ben ajustats que s'assemblaven a la roba interior moderna. Tot i que l'empresa estava en fallida a principis del segle xx, va tenir certa influència en el disseny de roba interior masculina.
La publicitat de roba interior va aparèixer per primera vegada a la dècada de 1910. El primer anunci d'impressió de roba interior als EUA va aparèixer a The Saturday Evening Post l'any 1911 i presentava pintures a l'oli de J. C. Leyendecker del "Kenosha Klosed Krotch". Els primers anuncis de roba interior emfatitzaven la durabilitat i la comoditat, i la moda no es considerava un factor per a la venda.
El 1913, una socialité de Nova York anomenada Mary Phelps Jacob va crear el primer sostenidor modern lligant dos mocadors amb una cinta. La intenció original de Jacob era cobrir l'os de balena que sortia de la seva cotilla, que era visible a través del seu vestit transparent. Jacob va començar a fer sostenidors per a la seva família i amics, i la notícia de la peça aviat es va estendre de boca en boca. El 1914, Jacob tenia una patent per al seu disseny i el comercialitzava als Estats Units. Tot i que les dones havien fet servir peces semblants a un sostenidor en anys passats, els de Jacob van ser els primers a ser comercialitzats amb èxit i adoptats àmpliament.
A finals de la dècada, els "bloomers" semblants a uns pantalons, que van ser popularitzats per Amelia Jenks Bloomer (1818–1894) però inventats per Elizabeth Smith Miller, van guanyar popularitat entre les anomenades Gibson Girls (noies Gibson) que gaudien d'activitats com el ciclisme i el tennis. Aquest nou esport femení va ajudar a passar de moda la cotilla. L'altre factor important en la desaparició de la cotilla va ser el fet que el metall escassejava a nivell mundial durant la Primera Guerra Mundial. Les cotilles amb cordons d'acer es van abandonar a favor del sostenidor.

### Dècades del 1930 i del 1940
Els calçotets masculins moderns van ser en gran part una invenció de la dècada del 1930. El 19 de gener de 1935, Coopers Inc. va vendre els primers calçotets del món a Chicago. Dissenyats per un "enginyer de roba" anomenat Arthur Kneibler, els calçotets no tenien seccions a les cames i tenien una bragueta superposada en forma de Y. L'empresa va anomenar el disseny "Jockey", ja que oferia un grau de suport que abans només estava disponible amb el suspensori. Els calçotets Jockey van fer-se tan populars que es van vendre més de 30.000 parells en tres mesos des de la seva introducció. Coopers, canviant el nom de la seva empresa a Jockey dècades més tard, va enviar el seu avió "Mascul-line" per fer lliuraments especials de calçotets de "suport masculí" a minoristes de tot els Estats Units. El 1938, quan es van introduir els jockeys al Regne Unit, en venien a un ritme de 3.000 a la setmana, sent anomenats Y-fronts allà.
En aquesta dècada, les empreses també van començar a vendre calçotets sense botons amb cintura elàstica. Aquests van ser els primers veritables boxers, que van rebre el seu nom per la seva semblança amb els pantalons curts que portaven els boxejadors (boxers en anglès) professionals. Scovil Manufacturing va introduir el tancament a pressió en aquest moment, que es va convertir en un complement popular per a diversos tipus de roba interior.
Les dones de la dècada de 1930 van recuperar la cotilla, ara anomenada "faixa". La peça no tenia els suports de balena ni els de metall i normalment venia amb un sostenidor i lligues adjuntes.
El 1933, Henrik Natvig Brun, un comandant de l'exèrcit noruec, va inventar la primera armilla tèrmica Brynje (Helsetrøye), com a roba de temporada freda de la Guàrdia Reial noruega, en desenvolupament des de 1921, reutilitzant dues xarxes de pesca, anteriorment utilitzades per pescar arengada, i convertint-les en una camisa per atrapar l'aire a prop de la pell, cosa que proporcionava aïllament. El 1896, sota el nom comercial Aertex,  s'havia patentat una tela cel·lular basada en el mateix principi.
Durant la Segona Guerra Mundial, les cintures elàstiques i els botons metàl·lics van tornar a donar pas als botons a causa de l'escassetat de cautxú i metall. La roba interior també era més difícil de trobar, ja que els soldats a l'estranger tenien prioritat per obtenir-la. La Direcció d'Operacions Especials va lliurar als agents una armilla de tirants que es podia utilitzar com a corda.
Mentrestant, algunes dones van tornar a adoptar la cotilla. Moltes dones van començar a portar-la també el sostenidor sense tirants, que va guanyar popularitat per la seva capacitat de pujar els pits i millorar l'escot.

### Dècades del 1950 i 1960
Fins a la dècada del 1950, la roba interior consistia en peces de roba blanques, senzilles i funcionals que no s'havien de mostrar en públic. A la dècada del 1950, la roba interior va començar a promocionar-se com un article de moda per dret propi, i es va arribar a fabricar amb estampats i colors. Els fabricants també van experimentar amb raió i teixits més nous com polímers, el niló i l'elastà. El 1960, la roba interior masculina s'estampava regularment amb patrons cridaners o amb missatges o imatges com ara personatges de dibuixos animats. A la dècada del 1960, els grans magatzems van començar a oferir calçotets de doble gruix per a homes, una característica opcional que duplicava la durada i afegia més comoditat.
La roba interior femenina va començar a emfatitzar els pits en lloc de la cintura. La dècada va veure la introducció del sostenidor de punta amb copes punxegudes, inspirat en el "New Look" de Christian Dior. El Wonderbra i el sostenidor push-up originals de Frederick's of Hollywood van aconseguir una gran popularitat. Les calces de dona es van tornar més acolorides i decoratives i, a mitjans de la dècada de 1960, estaven disponibles en dos estils abreujats anomenats hip-hugger i bikini (anomenat així per l'illa de l'oceà Pacífic amb aquest nom), sovint en teixit de niló transparent.
Les pantis, que combinaven calces i mitges en una sola peça de roba, van aparèixer per primera vegada el 1959, inventades per Glen Raven Mills de Carolina del Nord. L'empresa va introduir més tard les mitges sense costures el 1965, impulsada per la popularitat de la minifalda. A finals de la dècada, la faixa havia caigut en desgràcia, ja que les dones optaven per alternatives més sexis, lleugeres i còmodes.
Amb l'aparició del moviment feminista als Estats Units, les vendes de mitges van disminuir durant la segona meitat de la dècada de 1960, després d'haver-se disparat inicialment.

### Des dels anys 70 fins a l'actualitat
La roba interior com a moda va assolir el seu punt àlgid als anys setanta i vuitanta, i els anunciants de roba interior van començar a centrar-se menys en la comoditat, la salut, la durabilitat i la practicitat en general. L'atractiu sexual es va convertir en un principal punt de venda, també en banyadors, fent realitat una tendència que s'havia anat construint des d'almenys l'era de les flappers. Dissenyadors com Calvin Klein van començar a incloure models masculins gairebé nus als seus anuncis d'eslips. Al seu llibre The Philosophy of Andy Warhol (1975), Andy Warhol va escriure:
| « | (anglès) I told B I needed some socks too and at least 30 pairs of Jockey shorts. He suggested I switch to Italian-style briefs, the ones with the T-shaped crotch that tends to build you up. I told him I'd tried them once, in Rome, the day I was walking through a Liz Taylor movie – and I didn't like them because they made me too self-aware. It gave me the feeling girls must have when they wear uplift bras. | (català) Li vaig dir a B que també necessitava uns mitjons i almenys 30 parells de calçotets curts de jòquei. Em va suggerir que canviés a uns calçotets d'estil italià, d'aquells amb l'entrecuix en forma de T que tendeixen a fer-te sentir fort. Li vaig dir que els havia provat una vegada, a Roma, el dia que passejava per una pel·lícula de Liz Taylor, i que no em van agradar perquè em feien massa conscient de mi mateix. Em va donar la sensació que deuen tenir les noies quan porten sostenidors amb relleu. | » |

A Warhol li agradaven tant els seus calçotets de jòquei que en va fer servir un parell com a suport per a una de les seves pintures amb el símbol del dòlar.
Al Regne Unit, a la dècada del 1970, els texans ajustats donaven als calçotets un avantatge continu respecte als calçotets entre els homes joves, però una dècada més tard, els calçotets van rebre un impuls amb l'actuació de Nick Kamen a l'anunci de televisió "Laundrette" de Levi's pels seus texans 501, durant el qual es despullava fins a quedar-se en uns calçotets blancs en una bugaderia pública. Tanmateix, els eslips van seguir sent populars als Estats Units entre els homes joves des de la dècada de 1950 fins a mitjans de la dècada de 1990.
La samarreta sense mànigues es va popularitzar com a roba d'abric informal per a clima càlid als Estats Units a la dècada de 1980. Artistes com Madonna i Cyndi Lauper també es van veure sovint portant la roba interior per sobre d'altres peces de vestir.
Tot i que ballarines de striptease l'han portat durant dècades, a la dècada de 1980 el tanga es va popularitzar per primera vegada a Sud-amèrica, particularment al Brasil. Originalment un estil de banyador, la part posterior de la peça és tan estreta que desapareix entre les natges. Per a la dècada del 1990, el disseny ja havia arribat a la major part del món occidental i el tanga es va popularitzar. Avui dia, el tanga és un dels estils de roba interior que es venen millor entre les dones, i també es portat per homes.
A la dècada del 1990 es van introduir els calçotets tipus bòxer ajustats, que adopten la forma més llarga dels bòxer però mantenint l'ajustament dels calçotets. Les estrelles de hip-hop van popularitzar el "sagging", en què els pantalons o pantalons curts folgats es deixaven caure per sota de la cintura, deixant al descobert la cintura o part dels calçotets que es portaven a sota; normalment calçotets tipus bòxer, ajustats o no.